# Seo Shin-ae
Đây là một tên người Triều Tiên, họ là Seo.
Seo Shin-ae (Hangul: 서신애; sinh ngày 20 tháng 10 năm 1998) là một nữ diễn viên người Hàn Quốc. Cô ra mắt làng giải trí vào năm 2004 trong một quảng cáo cho Seoul Milk. Seo Shin-ae sau đó được biết đến với tư cách là một nữ diễn viên nhí, đặc biệt là bộ phim điện ảnh Meet Mr. Daddy (2007) và các bộ phim truyền hình như Thank You (2007), Gia đình là số một 2 (2009), Tình mẫu tử (2010) và Nữ hoàng lớp học (2013).

## Tiểu sử
Seo Shin-ae sinh ra ở Hwaseong, Gyeonggi, Hàn Quốc vào ngày 20 tháng 10 năm 1998, là con cả trong gia đình và có một người em trai nhỏ hơn cô 1 tuổi. Năm 2004, cô bắt đầu hoạt động như một diễn viên sau khi xuất hiện trong một quảng cáo cho Seoul Milk.

## Danh sách phim

### Phim truyền hình
| Năm  | Tên                                   | Vai                             | Kênh | Nguồn |
| ---- | ------------------------------------- | ------------------------------- | ---- | ----- |
| 2007 | Thank You                             | Lee Bom                         | MBC  |       |
| 2009 | Glory of Youth                        | Lee Soon-ja                     | KBS1 |       |
| 2009 | Gia đình là số một 2                  | Shin Shin-ae                    | MBC  | [ 3 ] |
| 2010 | Tình mẫu tử                           | Yoon Cho-ok                     | KBS2 | [ 4 ] |
| 2010 | Drama Special "Boy Meets Girl"        | Lee Ji-wan                      | KBS2 | [ 5 ] |
| 2012 | Drama Special "SOS - Save Our School" | Bang Shi-yeon                   | KBS2 |       |
| 2013 | Hóa thân của đồng tiền                | young Bok Jae-in                | SBS  |       |
| 2013 | Nữ hoàng lớp học                      | Eun Bo-mi                       | MBC  | [ 6 ] |
| 2014 | Naughty Ceratops Koriyo               | Tree (lồng tiếng)               | KBS2 |       |
| 2014 | Ngôi sao khoai tây                    | Seo Shin-ae (khách mời, tập 79) | tvN  |       |
| 2014 | Climb the Sky Walls                   | (khách mời)                     | KBS2 |       |
| 2016 | W                                     | Kang Soo-yeon (khách mời)       | MBC  |       |
| 2016 | Ngụy chứng của Solomon                | Park Cho-rong                   | JTBC |       |

### Phim truyền hình trực tuyến
| Năm  | Tên               | Vai         | Kênh          |
| ---- | ----------------- | ----------- | ------------- |
| 2016 | Nightmare Teacher | Kim Seul Ki | Naver TV Cast |
| 2017 | Aim High          | Kim So Yeon | Naver TV Cast |

### Phim điện ảnh
| Năm  | Tên               | Vai                          |
| ---- | ----------------- | ---------------------------- |
| 2005 | Mr. Housewife     | Da-na                        |
| 2007 | Meet Mr. Daddy    | Woo Joon                     |
| 2007 | Tình yêu của tôi  | Hye-young                    |
| 2012 | Yona Yona Penguin | Coco (lồng tiếng, tiếng Hàn) |
| 2014 | Cô dâu nổi loạn   | Jae-kyung                    |
| 2015 | Cô vợ bất đắc dĩ  | Ha-neul                      |
| 2016 | Bittersweet Brew  | Yeon-seo                     |
| 2017 | Mothers           | Joo-mi                       |

### Chương trình truyền hình
| Năm        | Tên                                                     | Kênh        | Ghi chú                                               |
| ---------- | ------------------------------------------------------- | ----------- | ----------------------------------------------------- |
| 2007       | !Exclamation Mark: Over the Mountain! Across the River! | MBC         | Host                                                  |
| 2009       | Human Documentary Love: Fourth Mom                      | MBC         | Tường thuật phim tài liệu                             |
| 2010       | Fox's Butler                                            | MBC         | Thành viên cố định                                    |
| 2013       | Top Designer 2013                                       | MBC Every 1 | Special jury, tập 5                                   |
| 2013       | KOICA's Dream                                           | MBC         | Thành viên cố định, tập 3-4                           |
| 2013       | Human Documentary Good People: We Learn                 | MBC         | Thành viên cố định, tập 34                            |
| 2016, 2017 | King of Mask Singer                                     | MBC         | Người dự thi với tư cách là "Masked Assassin", tập 61 |

### Video âm nhạc
| Năm  | Tên bài hát              | Nghệ sĩ      | Nguồn |
| ---- | ------------------------ | ------------ | ----- |
| 2008 | "Is There Love?"         | Kim Yong-jin |       |
| 2013 | "Green Rain"             | SHINee       | [ 7 ] |
| 2014 | "The Story of Our Lives" | g.o.d        | [ 8 ] |

## Nhạc kịch
| Năm       | Tên                         | Vai                      |
| --------- | --------------------------- | ------------------------ |
| 2011      | Aladdin                     | Lana, em gái của Aladdin |
| 2011      | A Villain Actor, Nam Dal-gu | Nam Ji-won               |
| 2017–2018 | All Shook Up                | Lorraine                 |

## Danh sách đĩa nhạc
| Năm  | Tên           | Ghi chú                                                      |
| ---- | ------------- | ------------------------------------------------------------ |
| 2007 | "Do You Know" | Song ca với Lee Ji-hoon; bài hát từ nhạc phim Meet Mr. Daddy |

## Giải thưởng và đề cử
| Năm  | Giải thưởng              | Hạng mục                       | Đề cử                 | Kết quả   | Nguồn         |
| ---- | ------------------------ | ------------------------------ | --------------------- | --------- | ------------- |
| 2007 | MBC Drama Awards         | Nữ diễn viên trẻ xuất sắc nhất | Thank You             | Đoạt giải |               |
| 2009 | MBC Entertainment Awards | Nữ diễn viên trẻ xuất sắc nhất | Gia đình là số một 2  | Đoạt giải |               |
| 2009 | KBS Drama Awards         | Nữ diễn viên trẻ xuất sắc nhất | Glory of Youth        | Đề cử     |               |
| 2010 | KBS Drama Awards         | Nữ diễn viên trẻ xuất sắc nhất | Tình mẫu tử           | Đoạt giải | [ 9 ]         |
| 2012 | KBS Drama Awards         | Nữ diễn viên trẻ xuất sắc nhất | SOS - Save Our School | Đề cử     |               |
| 2013 | MBC Drama Awards         | Nữ diễn viên trẻ xuất sắc nhất | Nữ hoàng lớp học      | Đoạt giải | [ 10 ] [ 11 ] |